# 亞美的初戀
《亞美的初戀》，是於1995年12月23日首映的《美少女戰士》系列動畫電影作品。

## 概要
美少女戰士SuperS TV SP
三段故事分別是：華麗變身？愛哭鬼小兔的成長紀錄、小遙小滿再度登場！亡靈人偶劇、小小兔的冒險！恐怖的吸血鬼之館。

## 工作人員
- 原作 - 武内直子
- 監督 - 五十嵐卓哉
- 脚本 - 山口亮太
- 作画監督 - 下笠美穂
- 美術監督 - 東潤一
- 音乐 - 有澤孝紀
- 配給 - 東映
- 製作 - 東映、講談社、東映動画

## 配音
- 水野亚美 - 久川綾
- 月野兔 - 三石琴乃
- 火野玲 - 富澤美智惠
- 木野真琴 - 篠原惠美
- 愛野美奈子 - 深見梨加
- 豆釘兔 - 荒木香惠
- 露娜 - 潘惠子
- 阿提密斯 - 高戶靖廣
- 地場衛 - 古谷徹

## 外部連結
- 互联网电影数据库（IMDb）上《亞美的初戀》的资料（英文）
- 豆瓣电影上《亞美的初戀》的資料 （简体中文）